# Ectosperma
Ectosperma је мали род жутозелених алги из фамилије вошерија (Vaucheriaceae). Врсте овог рода продукују тетраспоре.